# Alfred Markowski
Alfred Markowski (ur. 25 grudnia 1930 w Ostrołęce, zm. 25 marca 2002 w Mątkach) – polski działacz opozycji antykomunistycznej, więzień polityczny, poeta i satyryk.

## Życiorys
Pochodził z rodziny robotniczej, był synem Walentego i Marii z Kaźmierowskich. Uzyskał wykształcenie podstawowe. Okres okupacji hitlerowskiej przeżył w Warszawie, gdzie u schyłku wojny pod gruzami zbombardowanej kamienicy zginęła jego matka, sanitariuszka Armii Krajowej. Po wojnie powrócił do rodzinnej Ostrołęki, gdzie spotkał ojca, jeńca wojennego na terenie ZSRR. Pracował jako robotnik. Rychło podjął działalność konspiracyjną, już w 1946 organizując i dowodząc związkiem młodzieżowym "Armia Młodych". Członkowie tej organizacji postawili sobie za zadanie walkę z sowietyzacją Polski, co realizowali m.in. poprzez rozpowszechnianie ulotek oraz próby burzenia pomników. W 1950 podczas usiłowania ucieczki na Zachód Markowski został aresztowany razem z trzema kolegami; skazany na sześć lat więzienia, przebywał w Ostrołęce, w warszawskim areszcie na Rakowieckiej oraz w Knurowie, gdzie pracował przymusowo jako górnik. Z więzienia w Ostrołęce zdołał zbiec (po tej ucieczce podjęto decyzję o podwyższeniu murów więziennych), ale ujęty ponownie, wolność odzyskał dopiero w czerwcu 1956 wraz z ogłoszoną amnestią.
Krótko po wyjściu na wolność założył kolejną organizację pod nazwą "Synowie Armii Krajowej" (według Pajki w Ukcie, według Malinowskiej w Łukcie), jako protest przeciw obecności wojsk radzieckich w Polsce. Ponownie aresztowany, skazany został na siedem lat więzienia (Pajka; Malinowska − na sześć lat), które spędził w zakładzie karnym w Strzelcach Opolskich. Mury więzienne opuścił w 1964.
Po zwolnieniu miał problemy z zatrudnieniem; pracował jako portier, magazynier, dozorca, pielęgniarz. Mieszkał w Łukcie, potem w Pupkach koło Ostródy, wreszcie w Mątkach. Często odwiedzał Ostrołękę. Zajął się twórczością literacką; pisał wiersze i fraszki, które zamieszczał w prasie lokalnej oraz w zbiorowych almanachach. Wydał dwa zbiory poetyckie − Fraszki (Łódź 1983) i Wśród samotności (Olsztyn 2001). Jego utwory znalazły się w Poetyckim Almanachu Kurpiowszczyzny (Ostrołęka 2002). Był członkiem Robotniczego Stowarzyszenia Twórców Kultury w Olsztynie, Stowarzyszenia Autorów Polskich, olsztyńskiego Klubu Satyryka. Należał do Związku Więźniów Politycznych Okresu Stalinowskiego w Olsztynie, w 2001 doczekał się rehabilitacji. Otrzymał stopień podporucznika rezerwy Wojska Polskiego, odznaczony był Srebrnym Krzyżem Zasługi, odznaką "Zasłużony Działacz Kultury", patentem "Weterana Walk o Wolność i Niepodległość Ojczyzny", Krzyżem Więźnia Politycznego Okresu Stalinowskiego.
Nie założył rodziny. Zmarł 25 marca 2002 w Mątkach, pochowany został na cmentarzu parafialnym w Jonkowie koło Olsztyna.